# Mediimorda
Mediimorda is een geslacht van kevers uit de familie spartelkevers (Mordellidae).
Het geslacht is voor het eerst wetenschappelijk beschreven in 1946 door Méquignon.

## Soorten
Het geslacht omvat de volgende soorten:
- Mediimorda angeliquae Leblanc, 2002
- Mediimorda attalica (Schilsky, 1895)
- Mediimorda batteni Plaza Infante, 1985
- Mediimorda bipunctata (Germain, 1827)
- Mediimorda brusteli Leblanc, 2002
- Mediimorda maceki Horák, 1985